# Compainville
Compainville est une commune française située dans le département de la Seine-Maritime, en région Normandie.

## Géographie
| Mesnil-Mauger      | Beaussault   |                  |
| Beaubec-la-Rosière | Compainville | Gaillefontaine   |
|                    | Serqueux     | Le Thil-Riberpré |

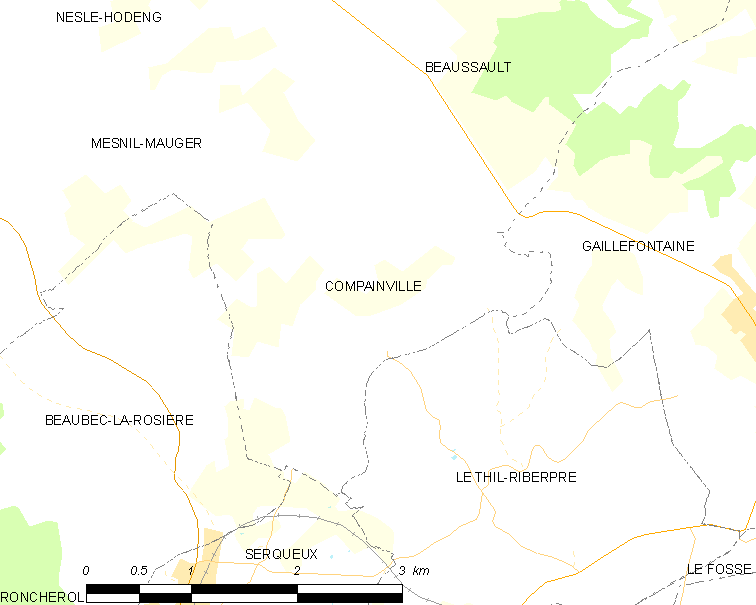
Carte de la commune.

La source de l'Epte se trouve sur la commune.

### Hydrographie
La commune est située dans le bassin Seine-Normandie. Elle est drainée par l'Arques, l'Epte, le ruisseau de Plain Champ et le ruisseau du Thil,,.
L'Arques, d'une longueur de 67 km, prend sa source dans la commune de Gaillefontaine, à une altitude de 204 m (le cours d'eau porte alors le nom de rivière de la Béthune) et se jette  dans la Manche à Dieppe, après avoir traversé 24 communes. 

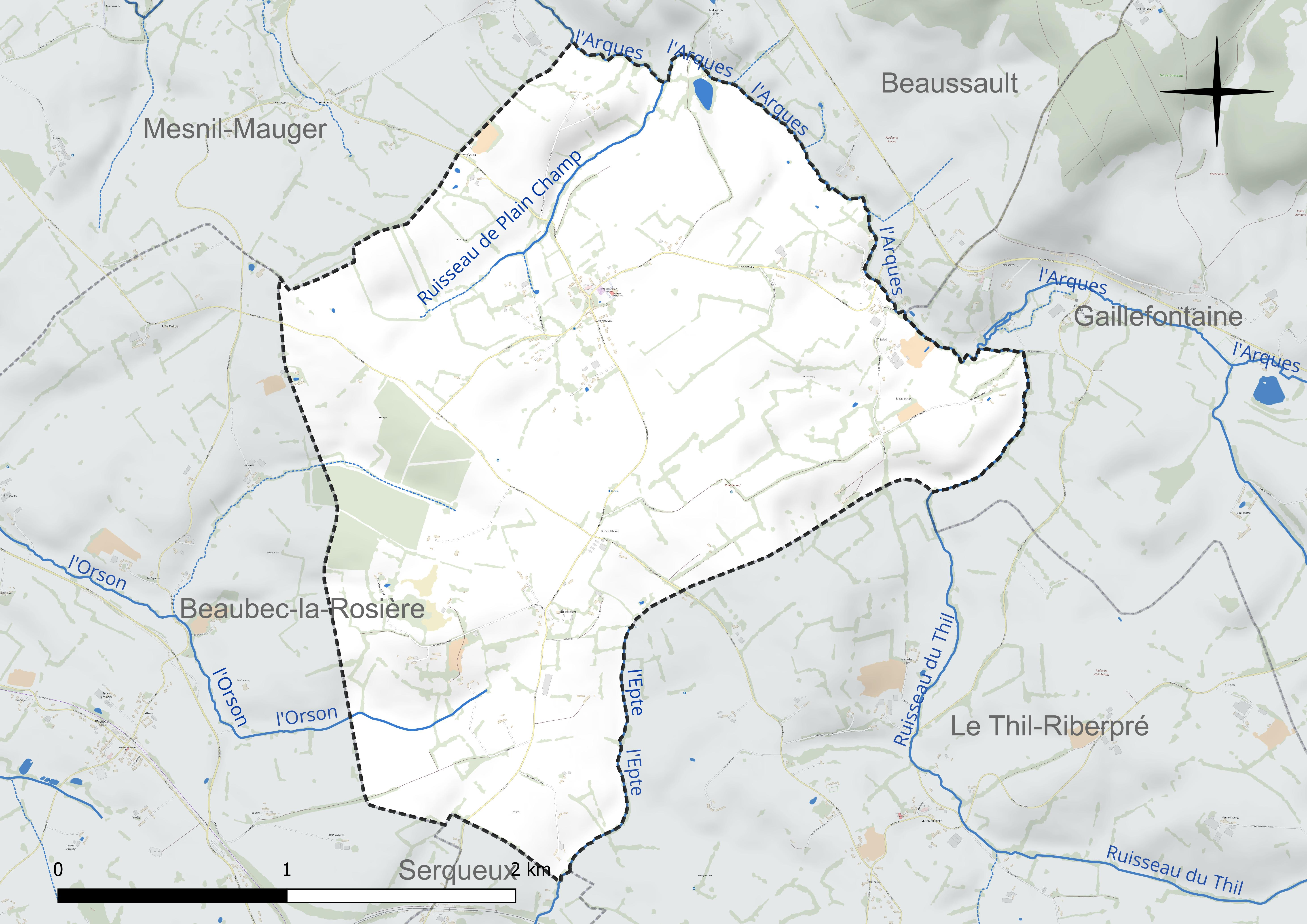
Réseau hydrographique de Compainville.

L'Epte, d'une longueur de 113 km, prend sa source dans la commune  et se jette  dans la Seine à Notre-Dame-de-la-Mer, après avoir traversé 44 communes. 

### Climat
Pour des articles plus généraux, voir Climat de la Normandie et Climat de la Seine-Maritime.
En 2010, le climat de la commune est de type climat océanique altéré, selon une étude du CNRS s'appuyant sur une série de données couvrant la période 1971-2000. En 2020, Météo-France publie une typologie des climats de la France métropolitaine dans laquelle la commune est exposée à un climat océanique et est dans la région climatique Côtes de la Manche orientale, caractérisée par un faible ensoleillement (1 550 h/an) ; forte humidité de l’air (plus de 20 h/jour avec humidité relative > 80 % en hiver), vents forts fréquents. Parallèlement le GIEC normand, un groupe régional d’experts sur le climat, différencie quant à lui, dans une étude de 2020, trois grands types de climats pour la région Normandie, nuancés à une échelle plus fine par les facteurs géographiques locaux. La commune est, selon ce zonage, exposée à un « climat contrasté des collines », correspondant au Pays de Bray, bien arrosé et frais.
Pour la période 1971-2000, la température annuelle moyenne est de 9,9 °C, avec une amplitude thermique annuelle de 14,2 °C. Le cumul annuel moyen de précipitations est de 854 mm, avec 13,3 jours de précipitations en janvier et 8,7 jours en juillet. Pour la période 1991-2020, la température moyenne annuelle observée sur la station météorologique la plus proche, située sur la commune de Forges-les-Eaux à 6 km à vol d'oiseau, est de 10,7 °C et le cumul annuel moyen de précipitations est de 860,1 mm,. Pour l'avenir, les paramètres climatiques de la commune estimés pour 2050 selon différents scénarios d’émission de gaz à effet de serre sont consultables sur un site dédié publié par Météo-France en novembre 2022.

## Urbanisme

### Typologie
Au 1er janvier 2024, Compainville est catégorisée commune rurale à habitat très dispersé, selon la nouvelle grille communale de densité à sept niveaux définie par l'Insee en 2022.
Elle est située hors unité urbaine. Par ailleurs la commune fait partie de l'aire d'attraction de Forges-les-Eaux, dont elle est une commune de la couronne,. Cette aire, qui regroupe 5 communes, est catégorisée dans les aires de moins de 50 000 habitants,.

### Occupation des sols
L'occupation des sols de la commune, telle qu'elle ressort de la base de données européenne d’occupation biophysique des sols Corine Land Cover (CLC), est marquée par l'importance des territoires agricoles (100 % en 2018), une proportion identique à celle de 1990 (100 %). La répartition détaillée en 2018 est la suivante : 
prairies (81,9 %), terres arables (18,1 %). L'évolution de l’occupation des sols de la commune et de ses infrastructures peut être observée sur les différentes représentations cartographiques du territoire : la carte de Cassini (XVIIIe siècle), la carte d'état-major (1820-1866) et les cartes ou photos aériennes de l'IGN pour la période actuelle (1950 à aujourd'hui).

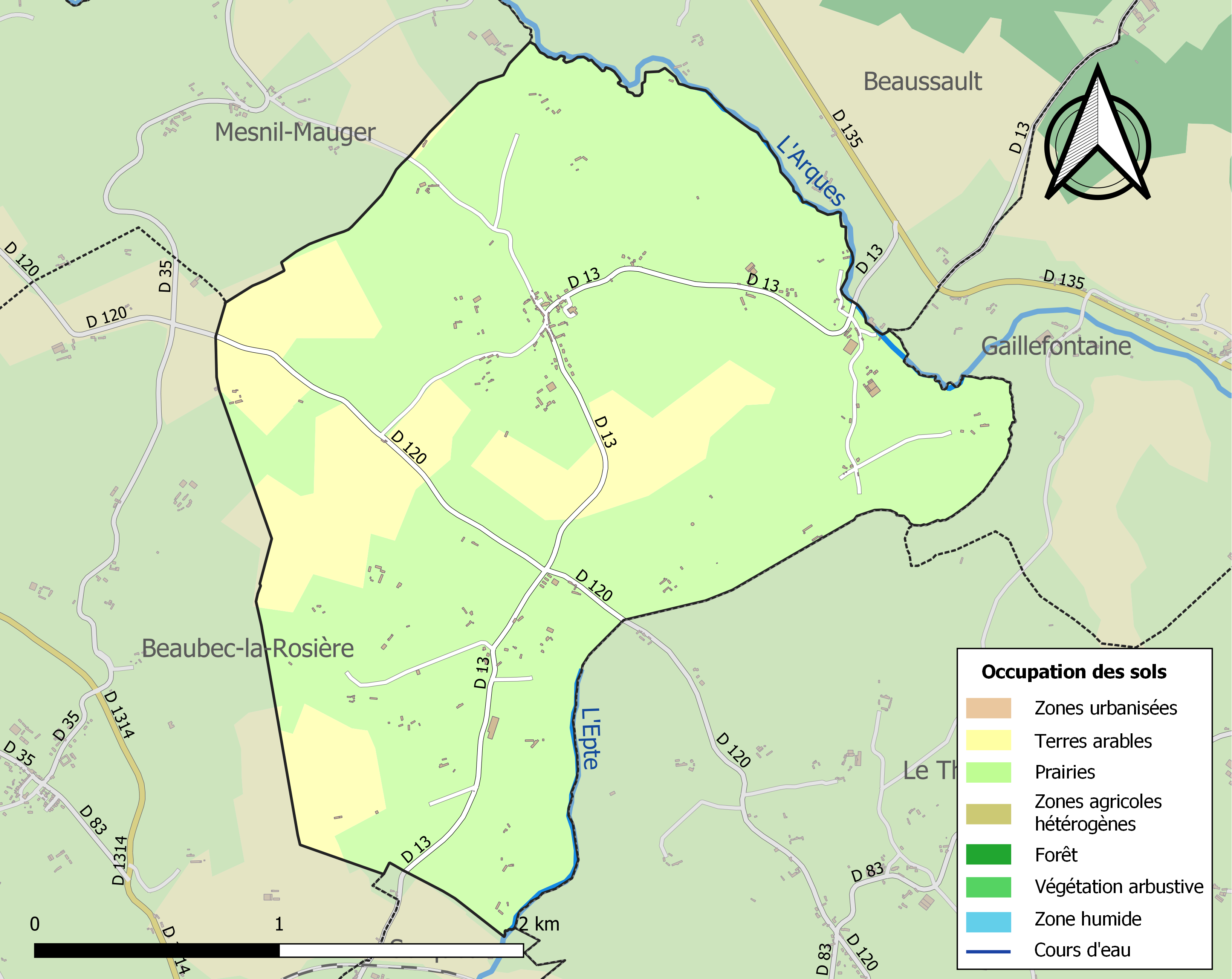
Carte des infrastructures et de l'occupation des sols de la commune en 2018 (CLC).

## Toponymie
Le nom du village est attesté sous les formes anciennes Coupeinvilla en 1191, Cobeinvilla vers 1200 et Cobbenivilla en 1237.
En apparence, ce toponyme est formé avec le vieux français compain, cas sujet de compagnon (cas régime), devenu copain à l'époque moderne (XVIIIe siècle).
Cependant, certaines formes anciennes laissent penser qu'il s'agit en réalité du nom de personne vieux norrois Kolbeinn, dont on trouve aussi les variantes vieux norrois Kulbæinn et vieux danois Kulben. La première forme Coupeinvilla  semble indiquer que [l] devant [p] s'est vocalisé, c'est-à-dire que le o des formes suivantes doit en fait noter o(u), tout comme le latin ultra a donné [o(u)trə] au XIIe siècle, puis [utr] (orthographié « outre ») en français moderne. Mais dans ce cas, l'attraction du mot compain, copin « copain » a contrarié l'évolution phonétique régulière en provoquant une altération du premier élément d'après ce mot. De plus, l'hypothèse d'un anthroponyme scandinave est renforcée par le fait que l'appellatif -ville « domaine rural » est beaucoup plus souvent associé à un anthroponyme germanique, norrois ou anglo-saxon, qu'à un anthroponyme ou un surnom roman dans la toponymie française. On peut remarquer également que les toponymes exclusivement normands de type Colleville, Colletot, Colmesnil, ainsi que Valcongrain (*val kolgrimr), etc. sont formés avec des anthroponymes contenant l'élément kol, thème récurrent dans la toponymie normande.

## Politique et administration
| Période                                  | Période                    | Identité         | Étiquette | Qualité |
| ---------------------------------------- | -------------------------- | ---------------- | --------- | --- |
| Les données manquantes sont à compléter. |                            |                  |           | |
| 1936                                     |                            | Dufour           |           | |
| Les données manquantes sont à compléter. |                            |                  |           | |
|                                          | mars 1989                  | Albert Bourdet   |           | |
| mars 1989                                | mars 2001                  | Gaston Denis     |           | |
| mars 2001                                | mars 2008                  | Sophie Gaudray   |           | |
| mars 2008                                | 31 août 2016               | Patrick Tourneur |           | Secrétaire de mairie, ancien instituteur Conseil municipal dissous par décret après blocage du conseil municipal |
| décembre 2016                            | En cours (au 10 août 2020) | Bruno Nottias    |           | Vice-président de la CC des Quatre Rivières (2020 → ) Réélu pour le mandat 2020-2026,                            |

## Démographie
L'évolution du nombre d'habitants est connue à travers les recensements de la population effectués dans la commune depuis 1793. Pour les communes de moins de 10 000 habitants, une enquête de recensement portant sur toute la population est réalisée tous les cinq ans, les populations de référence des années intermédiaires étant quant à elles estimées par interpolation ou extrapolation. Pour la commune, le premier recensement exhaustif entrant dans le cadre du nouveau dispositif a été réalisé en 2004.

En 2022, la commune comptait 166 habitants, en évolution de −9,29 % par rapport à 2016 (Seine-Maritime : +0,35 %, France hors Mayotte : +2,11 %).
| 1793 | 1800 | 1806 | 1821 | 1831 | 1836 | 1841 | 1846 | 1851 |
| ---- | ---- | ---- | ---- | ---- | ---- | ---- | ---- | ---- |
| 339  | 298  | 345  | 326  | 352  | 327  | 325  | 317  | 332  |

| 1856 | 1861 | 1866 | 1872 | 1876 | 1881 | 1886 | 1891 | 1896 |
| ---- | ---- | ---- | ---- | ---- | ---- | ---- | ---- | ---- |
| 317  | 328  | 315  | 275  | 273  | 267  | 263  | 263  | 278  |

| 1901 | 1906 | 1911 | 1921 | 1926 | 1931 | 1936 | 1946 | 1954 |
| ---- | ---- | ---- | ---- | ---- | ---- | ---- | ---- | ---- |
| 283  | 258  | 276  | 252  | 247  | 247  | 231  | 269  | 257  |

| 1962 | 1968 | 1975 | 1982 | 1990 | 1999 | 2004 | 2006 | 2009 |
| ---- | ---- | ---- | ---- | ---- | ---- | ---- | ---- | ---- |
| 237  | 219  | 136  | 166  | 141  | 108  | 119  | 122  | 145  |

| 2014 | 2019 | 2022 | - | - | - | - | - | - |
| ---- | ---- | ---- | - | - | - | - | - | - |
| 175  | 166  | 166  | - | - | - | - | - | - |

## Culture locale et patrimoine

### Lieux et monuments
- Église Saint-Pierre-et-Saint-Marc et son monument aux morts.
- Site archéologique du moulin Glinet.

### Héraldique
| Armes de Compainville | Les armes de la commune de Compainville se blasonnent ainsi : Coupé ondé : au 1er d'or au lion de Saint-Marc, la tête de fasce et nimbée de gueules, au 2e de gueules à deux clés d'or passées en sautoir. |